# YouTube Awards
Los YouTube Awards o Play Awards (en español: Premios YouTube) eran entregados como reconocimiento de los mejores vídeos de YouTube del año anterior, votados por la comunidad de YouTube. Fueron organizados en el año 2007 a los mejores vídeos del año 2006 para "nombrar algunos de los vídeos más populares y dejar que los usuarios elijan cuáles merecen un reconocimiento adicional". La primera vez que los vídeos reciben algún reconocimiento formal. Anteriormente, los videos de alto rango solo se reconocían por las listas de los vídeos más vistos. Los ganadores recibieron un trofeo, que era un vaso grande con un botón "play".

## Organización
Mientras que los ganadores son seleccionados por usuarios de YouTube.Se clasificaron en siete categorías: Adorable, Comedia, Comentario, Creativo, Inspiración, Músico del Año y Series.Cada categoría tiene 10 videos los cuales los usuarios pueden calificar por orden de preferencia.Para los Premios del año 2007, se han añadido 5 nuevas categorías: Testigo Ocular, Educativo, Cortometraje, Deportes y Político; la categoría general de "Música" sustituyó a la de "Músico del Año". Además, cada categoría solo tendrá seis vídeos para que los usuarios puedan votar.

## Premios 2006
La votación comenzó el 18 de marzo y duró una semana, terminando el 23 de marzo de 2007.Iniciaron solo una semana después de que Viacom demandara a la compañía matriz de YouTube, Google, por más de $1000 millones por infracción de copyright de shows televisivos pertenecientes a Viacom.
Recibieron críticas por parte de la escritora del The New York Times, Virginia Heffernan. Sugirió que los Premios requerirían de un proceso formalizado en YouTube. YouTube, ella argumentó, no debería tratarse acerca de unos Premios y reconocimientos individuales de méritos. Por el contrario, debe ser un lugar libre donde se puedan enviar vídeos y expresarse libremente.Caroline McCarthy de CNET News, comentó sobre los Premios del año 2007 de acuerdo con Heffernan: Afirmó que YouTube es "un centro cultural en lugar de, estrictamente, un puesto avanzado y creativo".También comentó que muchos de los videos más populares no son de alta calidad, o contenido original.
Las nominaciones incluyen los usuarios Peter Oakley, Lonelygirl15, Renetto y Chad Vader. 
| Categoría      | Video Ganador                               | Usuario Creador          |
| -------------- | ------------------------------------------- | ------------------------ |
| Adorable       | "Kiwi"                                      | Madyeti47                |
| Comedia        | "Smosh Short 2: Stranded"                   | smosh                    |
| Comentario     | "Hotness Prevails/Worst Video Ever"         | thewinekone              |
| Creativo       | "Here It Goes Again"                        | OkGo                     |
| Inspiración    | "Free Hugs Campaign"                        | PeaceOnEarth123          |
| Músico del Año | "Say It's Possible"                         | terranaomi (Terra Naomi) |
| Series         | "Ask A Ninja Question 1 "Ninja Mart Store"" | digitalfilmmaker         |

## Premios 2007
Se iniciaron el 13 de marzo y duró cinco días que es hasta el 18 de marzo de 2008. Los usuarios pudieron votar una vez por día, pero sin poder cambiar el voto una vez dado.Una notable entrada en el año 2008 fue el vídeo Taser accident de la Universidad de Florida, subido por The Gainesville Sun; inscrita en la categoría de testigos.Una nominación en la categoría política fue una entrevista con un candidato  republicano para la candidatura presidencial del año 2008, Ron Paul.También se incluyen en la sección política el video I Got a Crush … on Obama. Entre los nominados en la categoría de inspiración estuvo el video en stop motion (cuadro por cuadro) de Trevor Dougherty, titulado "Stand Up para la Paz Mundial."El video Leave Britney Alone! de Cara Cunningham fue nominado en la categoría Comentario. El video Chocolate Rain del cantante Tay Zonday fue nominado en la sección de músicay ganó.
| Categoría      | Video Ganador                                                       | Usuario Creador      |
| -------------- | ------------------------------------------------------------------- | -------------------- |
| Adorable       | "Laughing Baby"                                                     | gsager1234           |
| Comedia        | "Potter Puppet Pals in "The Mysterious Ticking Noise""              | NeilCicierega        |
| Comentario     | "LonelyGirl15 is Dead!"                                             | WHATTHEBUCKSHOW      |
| Creativo       | "The Original Human TETRIS Performance by Guillaume Reymond"        | notsonoisy           |
| Testigo Ocular | "Battle at Kruger"                                                  | Jason275             |
| Inspiración    | "Blind Painter"                                                     | texascountryreporter |
| Instructional  | "How to solve a Rubik's Cube (Part One)"                            | pogobat              |
| Música         | "Chocolate Rain"                                                    | TayZonday            |
| Política       | "Stop the Clash of Civilizations"                                   | AvaazOrg             |
| Series         | "The Guild - Episode 1: Wake-Up Call" — first in "The Guild" series | watchtheguild        |
| Cortometraje   | "my name is lisa"                                                   | sheltonfilms         |
| Deportes       | "balloon bowl"                                                      | davetheknave         |